# Scytalopus
Scytalopus is een geslacht van vogels uit de familie van de tapaculo's (Rhinocryptidae). De wetenschappelijke naam van het geslacht is voor het eerst geldig gepubliceerd in 1837 door Gould.

## Kenmerken van de soorten uit het geslacht
De soorten komen voor in Zuid- en Midden-Amerika, van Vuurland tot in Costa Rica. Ze ontbreken echter in het Amazonebekken. De leefgebieden van deze tapaculo's liggen in dicht struikgewas in bergachtig gebied vooral in de Andes. Ze bewegen zich laag in de ondergroei, ze zijn lastig waarneembaar en gedragen zich als muizen. Het zijn bijna ronde, gedrongen vogels met een korte staart die ze vaak rechtop houden. Ze zijn tussen de 10 en 14 cm lang en ze hebben een grijs, soms bijna zwart verenkleed. Diverse soorten hebben een bruin gekleurde onderbuik en bruine flanken, vaak met daarin een patroon met donkere strepen. De soorten zijn onderling weinig verschillend op het oog. Verschillen zijn het duidelijkst in de geluiden en verder speelt DNA-onderzoek een belangrijke rol bij het onderscheiden van soorten. 

## Soorten
Het geslacht telt in totaal 49 soorten. Op grond van een onderzoek uit 2020 kan dit geslacht worden verdeeld in drie clades die geografisch min of meer gescheiden zijn: (1) oostelijk Brazilië, (2) de zuidelijke Andes en (3) de tropische Andes. De clades van Brazilië en de zuidelijke Andes zijn zusters van elkaar en deze twee clades samen zijn weer zuster van  de clade tropische Andes. De volgorde van de soorten is gelijk aan die van de IOC-lijst.
(1) Braziliaanse clade (7 soorten)
- Scytalopus iraiensis  – Moerastapaculo
- Scytalopus diamantinensis  – Diamantinatapaculo
- Scytalopus novacapitalis  – Brasiliatapaculo
- Scytalopus petrophilus  – Rotstapaculo
- Scytalopus pachecoi  – Planaltotapaculo
- Scytalopus gonzagai  – Bahiamuistapaculo
- Scytalopus speluncae  – Muistapaculo

(2) Zuidelijke Andes clade (15 soorten)
- Scytalopus fuscus  – Donkere tapaculo
- Scytalopus magellanicus  – Magelhaentapaculo
- Scytalopus affinis  – Ancashtapaculo
- Scytalopus krabbei  – Witvleugeltapaculo
- Scytalopus androstictus  – Lojatapaculo
- Scytalopus opacus  – Páramotapaculo
- Scytalopus canus  – Paramillotapaculo
- Scytalopus superciliaris  – Witbrauwtapaculo
- Scytalopus zimmeri  – Zimmers tapaculo
- Scytalopus simonsi  – Simons' tapaculo
- Scytalopus schulenbergi  – Diadeemtapaculo
- Scytalopus urubambae  – Cuzcotapaculo
- Scytalopus whitneyi  – Ampaytapaculo
- Scytalopus frankeae  – Jalcatapaculo
- Scytalopus altirostris  – Elfenwoudtapaculo

(3) Tropische Andes clade (27 soorten)
- Scytalopus parvirostris  – Zwartgrijze tapaculo
- Scytalopus bolivianus  – Boliviaanse tapaculo
- Scytalopus atratus  – Witkruintapaculo
- Scytalopus sanctaemartae  – Santamartatapaculo
- Scytalopus micropterus  – Langstaarttapaculo
- Scytalopus femoralis  – Roodbuiktapaculo
- Scytalopus intermedius  – Utcubambatapaculo
- Scytalopus macropus  – Grootpoottapaculo
- Scytalopus gettyae  – Juníntapaculo
- Scytalopus unicolor  – Salvins tapaculo
- Scytalopus acutirostris  – Tschudi's tapaculo
- Scytalopus latrans  – Zwarte tapaculo
- Scytalopus argentifrons  – Costaricaanse tapaculo
- Scytalopus vicinior  – Nariñotapaculo
- Scytalopus panamensis  – Panamese tapaculo
- Scytalopus chocoensis  – Chocótapaculo
- Scytalopus rodriguezi  – Magdalenatapaculo
- Scytalopus stilesi  – Stiles' tapaculo
- Scytalopus alvarezlopezi  – Tatamátapaculo
- Scytalopus robbinsi  – Robbins' tapaculo
- Scytalopus caracae  – Caracastapaculo
- Scytalopus griseicollis  – Matorraltapaculo
- Scytalopus latebricola  – Bruinstuittapaculo
- Scytalopus perijanus  – Perijátapaculo
- Scytalopus meridanus  – Méridatapaculo
- Scytalopus parkeri  – Parkers tapaculo
- Scytalopus spillmanni  – Spillmanns tapaculo